# ズドラヴコ・クズマノヴィッチ
ズドラヴコ・クズマノヴィッチ（Здравко Кузмановић, Zdravko Kuzmanović, 1987年9月22日 - ）は、スイス・ベルン出身のサッカー選手。ポジションはMF。
スイス出身であり、アンダー世代までは同国代表としてプレーしたが、A代表はルーツであるセルビア代表を選択している。

## 経歴

### クラブ
7歳の頃からスイスの地元クラブのFCデュレナストでサッカーを学び、14歳までの7年間同クラブでプレーした。
14歳の時に、スイスのBSCヤングボーイズのスカウトを受けた。ここでの3年間で成長を遂げ、スイスのプロクラブチームの注目を集め、2003年から17歳で、当時リーグ優勝11回を有するスイスのFCバーゼルのユースチームに引き抜かれた。
2005年、18歳でトップデビューを果たし、34試合に出場し4得点した。また同時にUEFAカップにも出場し欧州デビューも果たした。この年にはプロデビュー1年目でスイスのゴールデンプレーヤー賞を受賞し、各国のクラブの注目を集めるようになった。
2007年1月、ACFフィオレンティーナへ移籍。負傷離脱したマルコ・ドナデルの代役としての補強であった。当初はUSチッタ・ディ・パレルモがほぼ獲得を決めており契約寸前だと見られていたが、フィオレンティーナが直前に強奪した形となった。
2008-09シーズン前のプレシーズンのクラブ合宿でも好調を維持し、スタメン確保にアピールした。シーズンが始まると中盤のレギュラーに定着し、弱冠20歳にしてリーグ34試合、UEFA杯13試合に出場しそれぞれで得点を挙げる活躍をした。シーズン前半は3センターハーフのレギュラーとしてリッカルド・モントリーヴォやフェリペ・メロと共にハイレベルなプレーを披露したが、試合によって波もありシーズンを通しては一定したパフォーマンスを示せなかった。シーズン後半は怪我人などのチーム事情により、2センターハーフのシステムを採用する機会が増え、クズマノヴィッチがベンチを暖める回数も増えた。2009-10シーズンは、プレシーズン中にチームが本格的にシステムの変更を打ち出すと、クズマノヴィッチは代表招集のためにも出場機会を訴え移籍を志願した。その後、移籍期限である2009年8月31日にVfBシュトゥットガルトに移籍金700万ユーロで移籍することが決定した。
2013年1月31日、イタリア・セリエAのインテルへの完全移籍が決定した。2月3日のACシエーナ戦でデビュー。インテルには2年半所属し3人の監督を経験したが、どの監督の下でもバックアッパーの域を出ず、2015年6月30日に古巣FCバーゼルへ5年契約で復帰。
2016年1月22日、イタリア・セリエAのウディネーゼ・カルチョへレンタル移籍。2016年7月7日、マラガCFへレンタルで移籍した。

### 代表
2006年には飛び級でU-21スイス代表に招集されている。
2007年3月12日、セルビア代表監督のハビエル・クレメンテからA代表招集を受け、それまで活躍したスイスを離れ、故郷のセルビア代表を選択。2007年8月22日に行われたUEFA欧州選手権2008予選のベルギー戦において、自身の代表初得点を含む2得点を挙げた。
ワールドカップ南アフリカ大会のにも選出され、グループリーグ3試合に出場した。

## エピソード
- セルビア人である父親がスイスに出稼ぎによって移住し、そこでクズマノヴィッチも生まれ育った。
- 2005-06シーズンにスイスのゴールデンプレーヤー賞を受賞しており、UEFAが選ぶヨーロッパで最も興味深い若手20人のひとりにも選出されている。
- クズマノヴィッチのフィオレンティーナ移籍の際に起きたパレルモとの一件で、フィオレンティーナとパレルモの関係が冷え込んだといわれている。また、当時クズマノヴィッチの獲得にはセルティックFCも動いていた。
- フィオレンティーナ時代は、ドイツ語を話すことができるリッカルド・モントリーヴォやトマーシュ・ウイファルシらと仲が良かった。

## 代表歴

### 出場大会
- セルビア代表
  - 2010 FIFAワールドカップ

### 試合数
- 国際Aマッチ 50試合 6得点（2007年-2014年）[4]

| セルビア代表 | 国際Aマッチ | 国際Aマッチ |
| 年           | 出場        | 得点        |
| ------------ | ----------- | ----------- |
| 2007         | 7           | 2           |
| 2008         | 8           | 0           |
| 2009         | 9           | 1           |
| 2010         | 11          | 1           |
| 2011         | 8           | 1           |
| 2012         | 3           | 1           |
| 2013         | 1           | 0           |
| 2014         | 3           | 0           |
| 通算         | 50          | 6           |